# 1463 en santé et médecine
| Années de la santé et de la médecine : 1460 - 1461 - 1462 - 1463 - 1464 - 1465 - 1466    |
| Décennies de la santé et de la médecine : 1430 - 1440 - 1450 - 1460 - 1470 - 1480 - 1490 |

Cet article présente les faits marquants de l'année 1463 en santé et médecine.

## Événements
- Le roi Louis XI décide d'établir à Bourges, capitale du Berry, une université pourvue d'une faculté de médecine, et dont la fondation sera confirmée l'année suivante 1464 par une bulle du pape Paul III[1].
- Martin de Arjona († 1472) enseigne la chirurgie à trois apprentis, dont un apothicaire, à l'hôpital des hommes du monastère royal de Guadalupe, en Estrémadure en Espagne, première mention d'un enseignement médical dans cette ville[2].

## Publication
- En Corée, le roi Sejo (1417-1468), septième de la dynastie Joseon, compose un traité de médecine qui, outre des considérations directement thérapeutiques, présente un modèle de réforme du corps des médecins fonctionnaires royaux[3].

## Naissances
- 20 octobre : Alexandre Achillini (mort en 1512), philosophe, médecin et anatomiste italien, professeur à Bologne et Padoue[4].
- Vers 1463 : Marie Laurence Longo (morte en 1542), fondatrice en 1521 de l'hôpital des Incurables de Naples et réformatrice de l'ordre des clarisses[5].

## Décès
- Mai : Zébart de Neele (né à une date inconnue), médecin pensionnaire de la ville de Mons, fils de Jean de Neele († 1469[6],[7]).
- Gilbert Kymer (en) (né à une date inconnue), médecin anglais, professeur à Oxford, cofondateur d'un « collège pour l'amélioration de la formation et du contrôle des médecins et des chirurgiens de Londres », au service de Humphrey de Lancastre, duc de Gloucester, puis des rois Henri VI et Édouard IV, auteur du Dietarium de sanitatis custodia, régime de santé composé en 1424 et « entièrement consacré à la seule diététique conservative[8] ».
- Leonardo Bertapaglia (né vers 1380), médecin à Padoue[9], auteur d'un traité de chirurgie[10].
- John Hobbes[11] (né à une date inconnue), barbier chirurgien anglais, père de William Hobbes († 1488[12]).
- 1463 ou 1464 : Louis de Langle (né à une date inconnue), médecin et astrologue espagnol, établi à Lyon, traducteur du catalan en latin, pensionné par le roi Charles VII[13].